# Amatori Novara 1960
Questa voce raccoglie le informazioni riguardanti l'Amatori Novara nelle competizioni ufficiali della stagione 1960.

## Maglie e sponsor
| 1ª divisa |

## Rosa
| N° | Naz.              | Ruolo | Sportivo         |  |  |  |
| -- | ----------------- | ----- | ---------------- |  |  |  |
| ?  | Italia (bandiera) | E     | Albertinazzi     |  |  |  |
| ?  | Italia (bandiera) | E     | Mario Bedogni    |  |  |  |
| ?  | Italia (bandiera) | E     | Gasparetto       |  |  |  |
| ?  | Italia (bandiera) | P     | Mario Romussi    |  |  |  |
| ?  | Italia (bandiera) | E     | Fulvio Vighenzi  |  |  |  |
| ?  | Italia (bandiera) | E     | Renzo Zaffinetti |  |  |  |